# God Friended Me
God Friended Me è una serie televisiva statunitense ideata da Steven Lilien e Bryan Wynbrandt.
Negli USA è stata trasmessa sull'emittente CBS: la prima stagione è andata in onda dal 30 settembre 2018 al 14 aprile 2019; la seconda e ultima stagione invece è andata in onda dal 29 settembre 2019 al 26 aprile 2020.
In Italia, la serie è andata in onda su Premium Stories dal 20 aprile al 4 novembre 2019 con la trasmissione della prima stagione, mentre la seconda e ultima stagione è andata in onda dal 4 febbraio al 19 luglio 2020.

## Trama
La serie racconta la vita di Miles, un ateo schietto, a cui viene inviata una richiesta di amicizia su Facebook da un account chiamato "Dio". Questo account invia suggerimenti per dei nuovi amici che abitano a New York. Inizialmente scettico, Miles decide di seguire questi suggerimenti per aiutare le persone. Durante la sua prima richiesta, incontra e fa amicizia con Cara, una scrittrice in difficoltà. Insieme a Cara e al suo amico hacker Rakesh, Miles cerca anche di scoprire chi c'è dietro l'account di "Dio".

## Episodi
| Stagione         | Episodi | Prima TV USA | Prima TV Italia |
| ---------------- | ------- | ------------ | --------------- |
| Prima stagione   | 20      | 2018-2019    | 2019            |
| Seconda stagione | 22      | 2019-2020    | 2020            |

## Personaggi e interpreti
- Miles Finer, interpretato da Brandon Micheal Hall[5], doppiato da Maurizio Merluzzo. È un ateo scettico che ospita un podcast sul suo ateismo. La vita di Miles è gettata nel caos quando è amico di Dio su Facebook, che poi gli manda suggerimenti di amici. Questo lo manda in un viaggio per cambiare la vita delle persone.
- Cara Bloom, interpretata da Violett Beane,[6] doppiata da Veronica Puccio. Una scrittrice che diventa amica di Miles.
- Rakesh Sehgal, interpretato da Suraj Sharma,[7] doppiato da Niccolò Guidi. Un hacker e amico di Miles.
- Ali Finer, interpretata da Javicia Leslie,[7], doppiata da Ughetta d'Onorascenzo. La sorella di Miles.
- Rev. Arthur Finer, interpretato da Joe Morton,[8] doppiato da Franco Zucca. Il padre di Miles, un pastore protestante, il quale ha un rapporto difficile con il figlio.
- Trish Allen (stagione 2, ricorrente stagione 1) interpretata da Erica Gimpel, doppiata da Paola Majano. La fidanzata di Arthur.

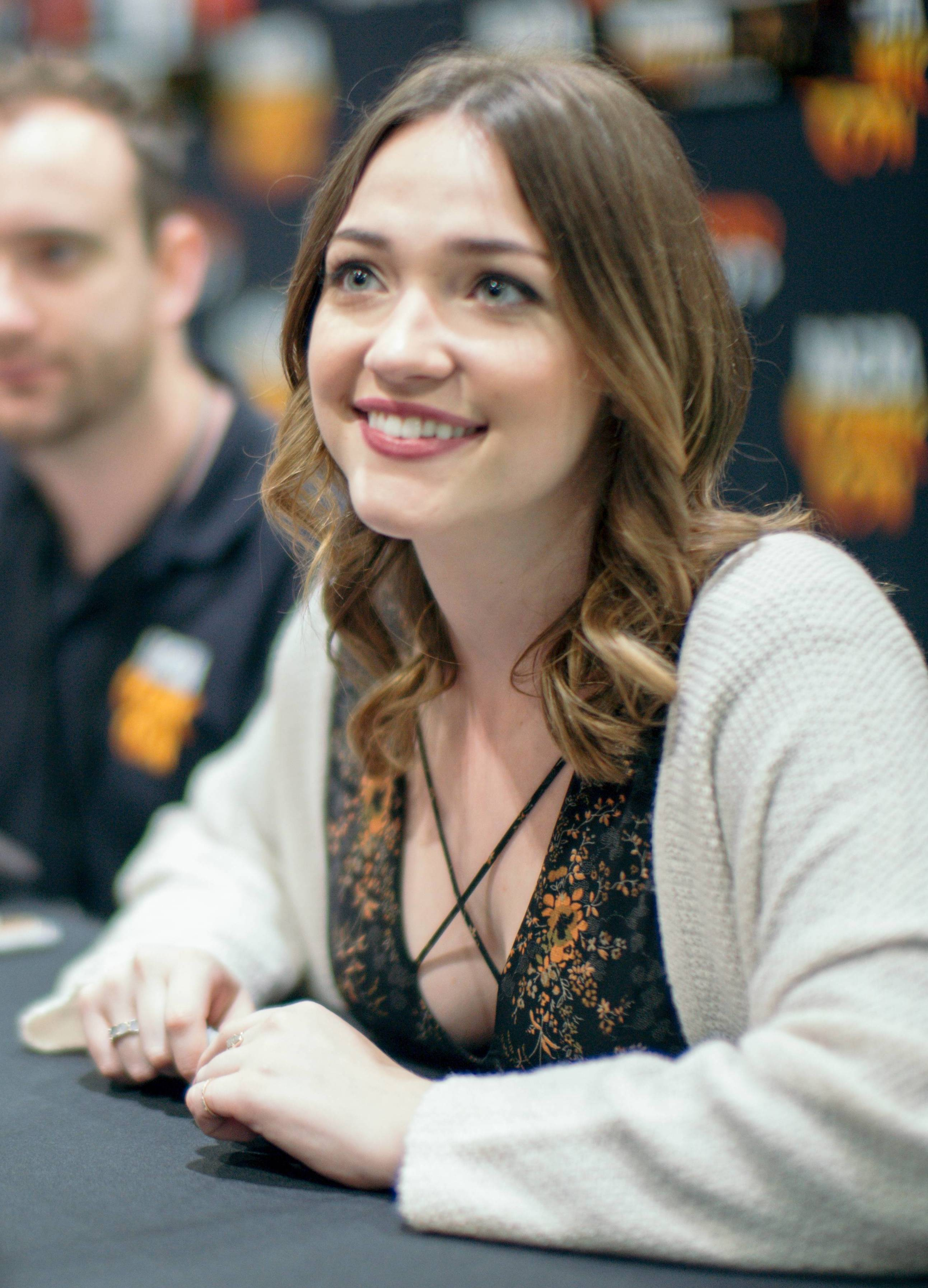
Violett Beane interpreta Cara Bloom
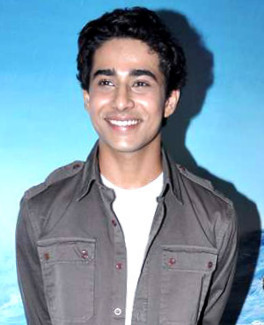
Suraj Sharma interpreta Rakesh Sehgal
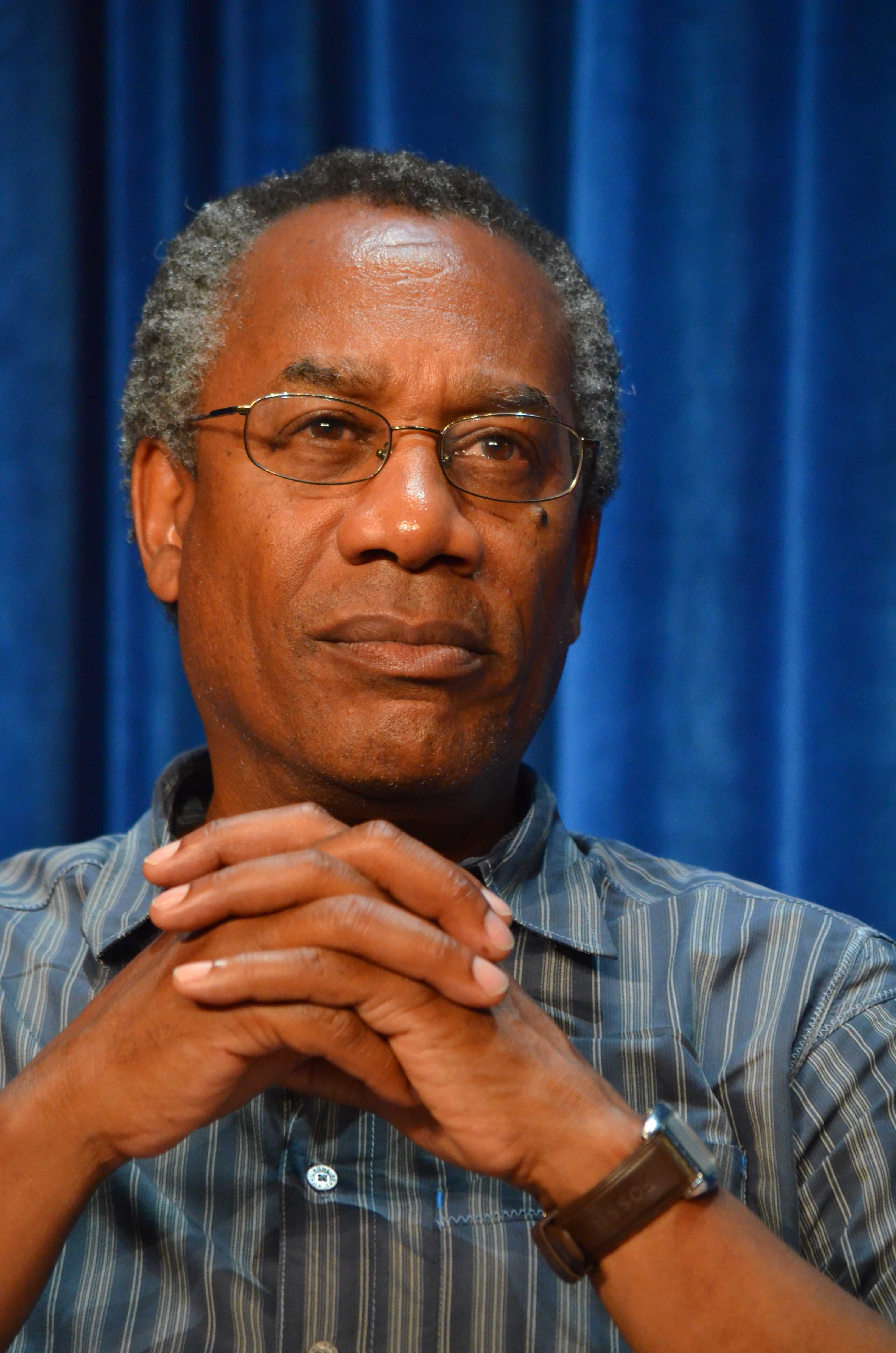
Joe Morton interpreta Arthur Finer

## Produzione

### Sviluppo
La serie è stata ordinata l'11 maggio 2018, mentre il 19 ottobre CBS ha ordinato la stagione completa.
Il 29 gennaio 2019, la serie viene rinnovata per una seconda stagione.
Il 13 marzo 2020, la Warner Bros. Television ha annunciato che la produzione sarebbe stata sospesa a causa della Pandemia di COVID-19 del 2019-2021
Il 14 Aprile 2020 la CBS annuncia la cancellazione della serie dopo appena due stagioni.
L'ultimo episodio girato è stato rielaborato in un finale di serie, principalmente utilizzando filmati inutilizzati originariamente girati per l'episodio pilota.

## Uso di Facebook
God Friended Me usa spesso Facebook come dispositivo narrativo. "Friended" nel titolo God Friended Me si riferisce all'atto di fare amicizia con qualcuno sui social media, concedendo a quella persona privilegi speciali (sul servizio in questione) rispetto a se stessi. Su Facebook, ad esempio, i propri amici hanno il privilegio di visualizzare e pubblicare sulla propria timeline. In God Friended Me, questo permette a Dio di contattare Miles.
Mentre la maggior parte delle entrate di Facebook deriva dalla pubblicità, il creatore Steven Lilien afferma che le loro conversazioni con Facebook si sono limitate a discutere di "quanto possiamo rappresentarlo". Secondo il produttore esecutivo Bryan Wynbrandt, il "Dio" dello spettacolo sarà attivo su Facebook al di fuori dello spettacolo, con pagine di gusti e cambiando la loro immagine del profilo fornita come esempi delle loro possibili attività online.

## Promozione
Il 17 maggio 2018, è stato pubblicato il primo trailer della serie.

## Trasmissione
God Friended Me ha debuttato negli Stati Uniti e in Canada il 30 settembre 2018. In Australia va in onda dal 5 novembre dello stesso anno.

## Accoglienza

### Critica
La serie è stata accolta in maniera mista dalla critica. Sull'aggregatore di recensioni Rotten Tomatoes ha un indice di gradimento del 59% con un voto medio di 6,36 su 20, basato su 27 recensioni. Il commento consensuale del sito recita: "Un trattamento sincero e ponderato dei temi spirituali aiuta God Friended Me a superare - e persino trarre vantaggio - dal suo approccio serio a una premessa potenzialmente scoraggiante". Su Metacritic, invece ha un punteggio di 57 su 100, basato su 14 recensioni.
Brian Lowry di CNN, scrive: "Dio è stato storicamente buono con la CBS, nelle serie orientate alla fede come Il tocco di un angelo e Joan of Arcadia. La rete ritorna a quelle radici con God Friended Me, uno spettacolo accattivante che intreccia la religione nella sua premessa, pur dovendo almeno tanto a Person of Interest, da allora defunta, quanto questi drammi sopra citati".
Anche Jet Chaney di Vulture ha dato una recensione positiva, elogiando l'interpretazione di Hall e la serie, scrivendo: Hall è carismatico e abbastanza simpatico da fondare la premessa fantastica dello show in qualcosa di semi-reale, o almeno abbastanza reale da rendere appetibili le serie. God Friended Me ha anche un senso dell'umorismo e un senso di slancio guidato dalla trama".
In una recensione mista, invece, Caroline Framke di Variety, scrive: "Sì, la premessa è ridicola, ma alcuni dei momenti migliori accadono quando lo spettacolo si appoggia pienamente alla propria generosità e abbraccia il fantastico potere narrativo di spingere una persona a essere più decente. E grazie in gran parte a Hall, un attore carismatico che può rendere "Il Millenario Profeta" un suono a metà strada convincente, radicando lo spettacolo nel viaggio di Miles di avere e perdere la sua fede rende alcuni momenti davvero significativi".
Dan Fienberg dell'Hollywood Reporter ha dato all'episodio pilota una recensione abbastanza negativa, scrivendo: "La costruzione del pilot di God Friended Me è semplicemente un disastro empio. ... Ogni battito è così affrettato che l'episodio sembra un finale di serie in cui tutte le storie devono essere legate in modo ordinato e raggiunge una fine che non crea affatto una serie".